# Más música
Más música fue un programa de Canal 13 en donde se transmitían videoclips y entrevistas musicales. Emitido desde Chile entre 1984 y 1998, incluyendo transmisión conjunta con Radio Concierto desde 1984 hasta 1992 y con Radio Carolina desde 1993 hasta 1998.
Su primera conductora fue la cantante Andrea Tessa, desde 1984 hasta 1992 transformándose en la primera VJ (Videojockey) chilena, en pleno auge de este nuevo sistema de promoción musical. Lo condujo hasta el 5 de abril de 1992. El primer videoclip emitido en el programa fue de la canción «Lovelite» de O'Bryan, según registros del primer capítulo.
Posteriormente fue conducido por Claudia Bustos entre 1992 a 1993, y el programa fue emitido internacionalmente.
Para 1994, asumió la conducción Angélica Castro, quien era ya una destacada modelo. En su etapa tuvo la oportunidad de entrevistar a artistas como Paul McCartney, Luis Miguel, Miguel Bosé, The Rolling Stones, Tears for Fears, además de un especial con las Spice Girls.
Su última emisión, fue el 25 de enero de 1998.
Su reemisión es en el canal Rec TV, los días domingo en el horario de la tarde.